# Portia on Trial
Portia on Trial è un film del 1937 diretto da George Nichols Jr..

## Trama
Sensibile alla causa delle donne oppresse, la brillante avvocatessa Portia Merriman  decide di difendere in tribunale la demotivata Elizabeth Manners, sotto processo perché accusata dell'omicidio del suo compagno Earle Condon. 
Durante il dibattimento emergono inaspettate verità che coinvolgono direttamente l'avvocatessa stessa per un episodio del suo passato.